# Oto (album)
Oto è il terzo album in studio del gruppo di musica elettronica britannico Fluke, pubblicato nel 1995.

## Tracce
1. Bullet – 8:59
2. Tosh – 4:29
3. Cut – 6:30
4. Squirt – 4:24
5. Wobbler – 8:47
6. Freak – 7:49
7. O.K. – 7:49
8. Setback – 6:01